# Бетюн-Шаро, Поль-Франсуа де
Герцог Поль-Франсуа де Бетюн-Шаро (фр. Paul-François de Béthune-Charost; 7 августа 1682 — 11 февраля 1759) — французский государственный и военный деятель.

## Биография
Второй сын Армана де Бетюна, герцога де Шаро, и Луизы-Мари-Терезы де Мелён.
Первоначально титуловавшийся маркизом д'Ансени, в 1699 году поступил на службу мушкетером. 18 декабря 1701 получил роту в Бургундском кавалерийском полку. Участвовал в разгроме голландцев под Нимвегеном в 1702 году, в осадах Брайзаха, Ландау и битве при Шпайере в 1703-м.
27 февраля 1704 стал кампмейстером Бургундского кавалерийского полка. Командовал им во Втором Гохштедтском сражении, в Мозельской армии маршала Виллара (1705), в Рейнской армии Виллара (1706—1707) и битве при Ауденарде, где был взят в плен.
20 марта 1709, после отставки отца, стал губернатором Дуллана. В том году служил в Рейнской армии маршала Аркура. После гибели при Мальплаке старшего брата Луи-Жозефа стал наследником семейных титулов и владений.
29 марта 1710 произведен в бригадиры. Служил в Рейнской (1710) и Фландрской (1711) армиях. 8 июня 1711 Бургундский кавалерийский полк был отдан под командование герцогу Бретонскому, а маркиз стал кампмейстер-лейтенантом.
В 1712 году был при атаке укреплений Денена, осадах Дуэ, Кенуа, Бушена, осаде Ландау, разгроме генерала Вобонна, осаде Фрайбурга в 1713 году. 2 мая 1714 определен в лагерь на верхнем Маасе.
3 декабря 1715 получил роту королевской гвардии и оставил Бургундский полк, переименованный в Бретонский.
27 сентября 1718 был определен наследником губернаторств Кале и форта Ньёле, 1 октября — генерального наместничества Пикардии, Булонне и завоеванных областей. Принес присягу 16 октября. 1 февраля 1719 произведен в лагерные маршалы.
22 марта 1724 отец отказался в его пользу от герцогства. 19 марта 1725 Поль-Франсуа принес присягу в Парламенте как герцог Бетюнский.
2 февраля 1728 был пожалован в рыцари орденов короля. Получил цепь ордена Святого Духа 16 мая 1729.
В ходе войны за Польское наследство 1 апреля 1734 был назначен в Рейнскую армию. Участвовал в осаде Филиппсбурга, 1 августа был произведен в генерал-лейтенанты. 1 мая 1735 был снова определен в Рейнскую армию, с которой проделал свою последнюю кампанию.
23 сентября 1742 Людовик XV назначил графа де Тессе первым конюшим королевы, на место его покойного отца, и герцог Бетюнский, дед графа, исполнял эту должность в период его несовершеннолетия, до 8 марта 1753.
19 марта 1745 был назначен шефом Совета финансов. В ноябре 1747 отказался от губернаторства в Дуллане, в январе 1756 — от генерального наместничества в Пикардии и губернаторства в Кале, в апреле — от роты королевской гвардии.

## Семья
Жена (13.04.1709): Жюли-Кристин-Режин-Жорж д'Антрег (ум. 24.08.1737), придворная дама королевы (7.04.1725), дочь Пьера-Жоржа д'Антрега, королевского секретаря и советника Мецкого парламента, и Жюли д'Этамп-Валансе
Дети:
- Кристин-Мари-Жюли (р. 18.08.1710), монахиня-визитантка в Париже
- Арман-Луи (15.08.1711—23.10.1735), маркиз де Шаро. Жена (контракт, подписанный королем, 28.03.1733): Франсуаза-Жюдит де Коссе (ум. 14.01.1724), дочь Шарля-Тимолеона де Коссе, герцога де Бриссака, и Катрин Пеколи. Погребен с большой пышностью в Трире
- Мари-Франсуаза (р. 27.04.1712). Муж (15.04.1734): Жак-Поль-Антуан де Келан де Стюер де Коссад (ум. 1742), герцог де Вогийон, капитан кавалерийского полка Ноая
- Мари-Шарлотта (23.04.1713—7.08.1783). Муж (27.10.1735): Рене-Мари де Фруле (1707—1742), маркиз де Тессе
- Базиль (2.12.1714—6.05.1736, Версаль), бакалавр теологии, аббат Нотр-Дам-де-Жуа (12.1731)
- Франсуа-Жозеф (6.01.1719—26.10.1739), герцог-пэр д'Ансени. Жена (4.03.1737): Мари-Элизабет де Ларошфуко-де-Руа (13.12.1720—2.07.1784), дочь Франсуа де Ларошфуко-де-Руа, графа де Руси, и Маргерит-Элизабет Юге